# Station Widnes
Widnes is een spoorwegstation van National Rail in Widnes, Halton in Engeland. Het station is eigendom van Network Rail en wordt beheerd door Northern Rail. Het station is geopend in 1873. Het station is Grade II listed